# Spredningskorridor
Man taler om spredningskorridorer inden for økologien, når man vil beskrive de formationer i landskabet, der gør det muligt for en population at spredes fra ét levested til et andet. Det er også via spredningskorridorerne, at udveksling foregår mellem to populationers genpuljer inden for samme art.
Korridorerne er blevet mere og mere afgørende for plante- og dyrearters overlevelse i takt med, at landskabet bliver opstykket af menneskers infrastruktur. Det har været udtrykt sådan: "Jo bedre forbindelser, vi får lavet for vores logistik, jo mindre bliver de arealer, som er til rådighed for de vilde arter."
Eksempler på spredningskorridorer:
- Læhegn
- Vejkanter
- Diger
- Vandløb
- Grøfter

På et mere overordnet niveau kan man også tale om spredningskorridorer. Den guldsjakal, der i 2015 blev fundet i Jylland, er således sandsynligvis kommet via en sådan "grøn korridor", der går gennem Tyskland fra Sachsen mod nordvest.

## Eksterne links
- Spredningskorridorer og faunapassager
- Hollandsk naturforvaltning i stor skala